# عقده روانی
عقدهٔ روانی (به انگلیسی: Complex) گروه یا مجموعه‌ای است از اندیشه‌ها و عقاید یا تکانه‌های مرتبط به هم، که دارای حالت هیجانی مشترکی هستند و تأثیر قوی و معمولاً ناهشیاری بر نگرش‌ها و رفتار بر جای می‌گذارند. این اصطلاح، توسط کارل یونگ ابداع شد تا محتوای ناهشیار شخصی را نشان بدهد. در باور عامه، عقده تقریباً دلالت بیمارگون خالص دارد و الزاماً با کاربرد آن در روان‌شناسی برابر نیست. از نمونه‌های اولیه در روان‌کاوی سنتی و انشعابات آن می‌توان به عقدهٔ قدرت در نظریه یونگ، عقدهٔ اختگی و اُدیپ در نظریه فروید و عقدهٔ حقارت در نظریهٔ آدلر اشاره کرد.